# Tenanco Texopalco Tepopolla

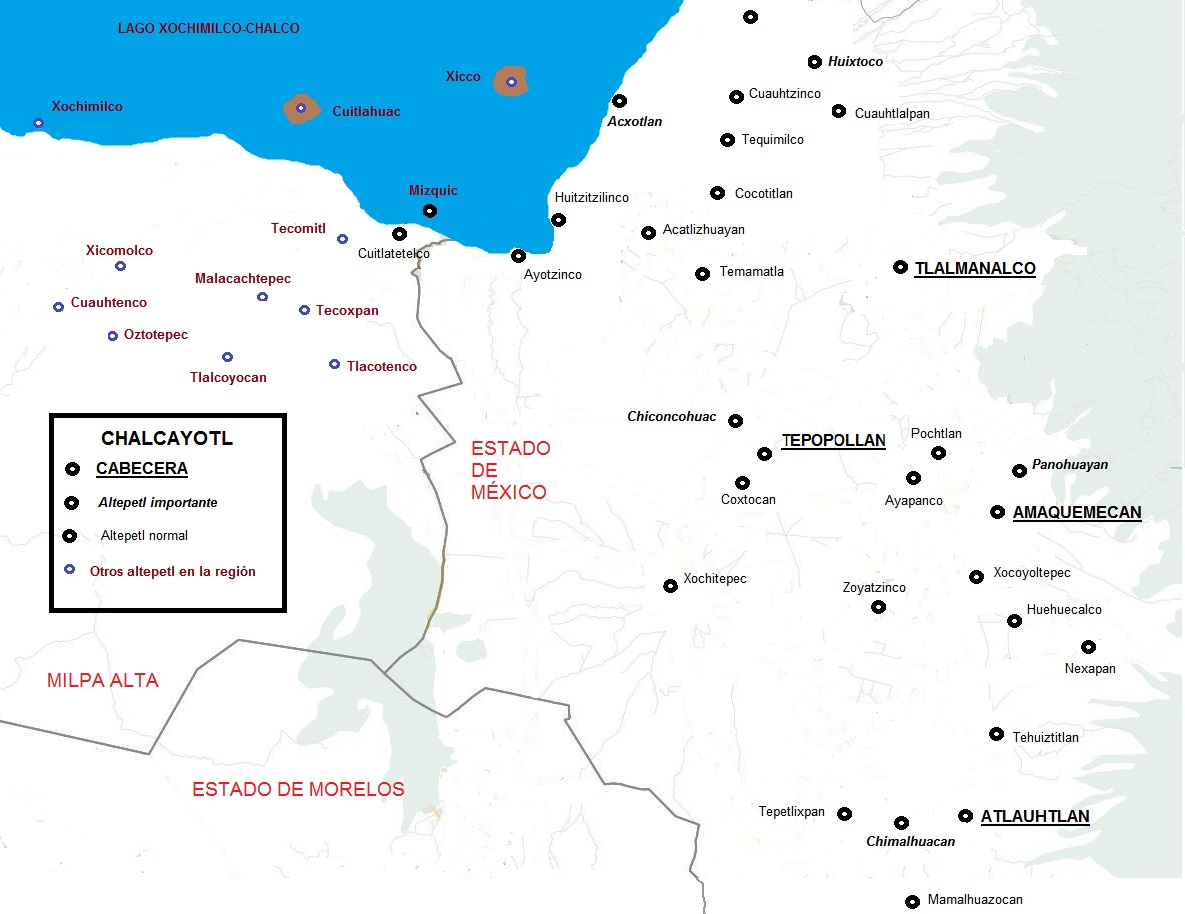
Mapa con los pueblos partícipes en la Chalcayotl.

Tenanco Texocpalco Tepopolla fue asiento del señorío (altépetl) integrante de la Confederación Chalca (Chalcayotl).
En el año de 1162, los chichimecas teotenancas se asentaron en las inmediaciones del lago de Chalco (Ayotzingo), pasando a fundar alrededor de 1267 Tenanco Tepopollan (lugar en las inmediaciones de lo que hoy se conoce como Tenango del Aire).
El señorío de Tenanco Texopalco Tepopollan, fue uno de los cuatro señoríos principales del imperio chalca, conformado originalmente por más de 40 pueblos, entre los que figuraban los actuales Juchitepec, San Mateo Tepopula, Santiago Tepopula, San Juan Coxtocán, San Matías Cuijingo, un asentamiento en las inmediaciones de lo que hoy se conoce como Felipe Neri, en el Estado de Morelos, además de que le tributaba un barrio de Ayotzingo, donde quedan asentados tenancas.

## Gobernantes del señorío
Por desgracia los datos presentados por Domingo Chimalpahin están incompletos y la lista es solo parcial:
1209-1238 Cualtzin
1238-1266 ¿?
1267-1273 Cuahuitzatzin
1274-1459 ...¿?
1459-1465 Cueutlatla-Cuanochhuetl, teuctlahtoh
1466-1486 ¿?
1486-1519 Cuauhehecahuaz
1519-1530 Tlacayaotl
1530-1550 don Juan Itztlitentzin
FIN DEL SEÑORÍO

## Dominación española
En 1521, los tenancas llegan a estos lugares, solicitan un lugar para asentarse a los de Tepopotepetl (San Mateo Tepopula) y le llaman al lugar Tenanco.
Para 1532, Fray Juan de Zumárraga, arzobispo de México ordena la construcción de la parroquia San Juan Bautista y lleva a cabo la congregación de estos lugares anteponiendo al nombre en náhuatl que tiene cada pueblo el nombre de un santo, de esta forma, pasa de Tepopotepetl a “San Mateo Tepopula”, constituyendo un barrio, hoy delegación. Posteriormente se le denominó “Tenango de San Juan Bautista Tepopula”, y al pasar el tiempo “Tenango Tepopula”, a finales del siglo XIX Tenango del Aire, cuentan que por una ocurrencia del Presidente Porfirio Díaz.